# Claude Chabrol
Claude Henri Jean Chabrol (Paris, 24 de junho de 1930 — 12 de setembro de 2010) foi um diretor de cinema, produtor de filmes, ator e roteirista francês.
É considerado por muitos críticos o inaugurador da Nouvelle Vague, percorrendo com bom humor  meio século de carreira, independentemente de qualquer escola, porém como crítico reconhecido, engraçado, guloso, apreciador de boa cozinha e de bom vinho.

## Biografia

Em 1959. Arquivo Nacional.

Filho único de Madeleine, nascida  Delarbre, e de Yves Chabrol, ele nasceu apesar das advertências de médicos que recomendaram um aborto, porque sua mãe, grávida de três meses, foi descoberta inanimada junto com seu marido, vítimas de um aquecedor defeituoso. Claude Chabrol tratou da questão do aborto em vários filmes que fez ulteriormente.
Desde os 4 anos de idade, começou a frequentar as salas de cinema parisienses. Seu pai, farmacêutico e resistente francês, enviou  o filho  durante a Segunda Guerra Mundial para a casa de sua avó paterna, em Sardent, no departamento da Creuse. Mais tarde, Claude Chabrol contou que tornou-se  projecionista  numa sala de cinema que ele inventou aos 11 anos de idade, numa garagem desocupada. Na realidade, o cinema sardentês foi criado em  1942 pelo  engenheiro Georges Mercier, Claude Chabrol tendo inventado este episódio  na biografia que lhe fez  Wilfrid Alexandre, escrita  sob o controle de Chabrol.
De retorno a Paris após a libertação da França, Chabrol começou a estudar direito, período em que encontrou Jean-Marie Le Pen, que mais tarde se tornaria presidente da Frente Nacional, partido conservador e ultradireitista francês.Depois, sob a influência parental, começou a estudar farmácia mas  sem convicção,  estudos que abandonou após haver quadruplicado o primeiro ano.
Atraído pelo cinema, entra em 1955,  como auxiliar de imprensa  na  20th Century Fox, porém  continuou a trabalhar  como crítico de cinema ao lado de François Truffaut e Jacques Rivette, seus colegas  nos Cahiers du cinéma,  atividade que começou desde o   início da  Nouvelle Vague francesa. De 1953 a 1957, na revista fundada por André Bazin e Jacques Doniol-Valcroze, engajou-se  na defesa  da política dos autores publicando em 1957, com Éric Rohmer, um livro sobre  Alfred Hitchcock, o mestre  do suspense e aquele que conseguiu impor seu estilo ao sistema  de Hollywood. Em seguida, outro encontro também foi muito importante para ele: a do romanceiro Paul Gégauff, seu futuro cenarista,  vindo de um ambiente muito distante da educação burguesa de Chabrol, deixando-lhe marcas profundas  e duradouras.
Neste ínterim, casou-se com  Agnès, rica herdeira que lhe ajudou a financiar a criação da sua empresa de produção cinematográfica. Esta começou com  um filme de curta-metragem de Jacques Rivette, Le Coup du berger, com o ator  Jean-Claude Brialy. Em 1959,  dirigiu seu primeiro filme, Le Beau Serge, em  Sardent, filme que se tornou o manifesto inicial  da Nouvelle Vague.
Divorciou-se cinco anos depois para casar com a atriz Stéphane Audran, começando uma frutuosa colaboração até se separarem, em 1980. Durante este período, tornou-se um especialista da análise da burguesia francesa, criticando  com  veemência um conformismo servindo para dissimular a efervescência de vícios e de ódios. Quer seja no domínio da comédia feroz e de humor ácido ou do filme policial, frequentemente associado ao roteirista Paul Gégauff, Claude Chabrol nunca deixou de assediar a hipocrisia, as baixezas e a besteira com deleitação ímpar  e intensa alegria, à qual participam seus atores prediletos: Stéphane Audran, Michel Bouquet, Jean Yanne. Ele compôs assim  um retrato  sem compromisso da França dos anos  de 1970, áspero  e corrosivo, onde predominam La Femme infidèle (A mulher infiel), Juste avant la nuit (Pouco antes da noite) ou Les Biches(Os bichos).
No final da década de  1970, deu uma reviravolta  e optou  por assuntos mais ecléticos,  perdendo as vezes uma parte de sua inspiração. Mas o seu encontro com a jovem  Isabelle Huppert, em  1978 (que se tornou conhecida em grande parte graças a Chabrol) dá uma reviravolta em sua carreira.
Em 1983, casou- se pela terceira vez, agora com  Aurore Pajot, que se tornou sua roteirista predileta. A filha dela, Cécile Maistre, tornou-se  sua assistente  em muitos filmes. Chabrol atribui frequentemente papéis ao filho mais novo Thomas Chabrol, enquanto outro filho dele, Matthieu Chabrol, foi compositor da música de seus filmes a partir da metade do anos de 1980.
Ele recebeu, por sua obra cinematográfica excepcional, o prêmio René Clair da Académie Française em 2005.
Claude Chabrol morreu em  12 de setembro de 2010, aos  80 anos, de complicações  cardíacas e pulmonares. Foi sepultado na sexta-feira 17 de setembro em Paris.

## Filmografia

### Realizador
| Ano  | Título original                       | Título em português                                       | Observações         |
| 1958 | Le Beau Serge                         | Nas Garras do Vício                                       |                     |
| 1959 | Les cousins                           | Os Primos                                                 |                     |
| 1959 | À double tour                         | Quem Matou Leda?                                          |                     |
| 1960 | Les Bonnes Femmes                     | Mulheres Fáceis/ Entre Amigas                             |                     |
| 1961 | Les Godelureaux                       | Les Godelureaux                                           |                     |
| 1962 | Les sept Péchés capitaux              | Os Sete Pecados Capitais (filme)/Os sete Pecados Capitais |                     |
| 1962 | L'Oeil du Malin                       | L'Oeil Du Malin                                           |                     |
| 1963 | Ophélia                               | Ophélia                                                   |                     |
| 1963 | Landru                                | Landru, o Barba Azul'                                     |                     |
| 1964 | Les plus belles escroqueries du monde | As Maiores Trapaças do Mundo                              |                     |
| 1964 | Le Tigre aime la chair fraiche        | O Código é Tigre                                          |                     |
| 1965 | Paris vu par...                       | Paris Visto Por...                                        |                     |
| 1965 | Marie-Chantal tre le docteur Kha      | A Espiã de Olhos de Ouro Contra o Dr. Chantal             |                     |
| 1965 | Le Tigre se parfume à la dynamite     | O Tigre Se Perfuma Com Dinamite                           |                     |
| 1966 | La Ligne de démarcation               | La Ligne de démarcation                                   |                     |
| 1967 | Le Scandale                           | O Escândalo                                               |                     |
| 1967 | La Route de Corinthe                  | O Espião De Corinto                                       |                     |
| 1968 | Les Biches                            | As Corças                                                 |                     |
| 1969 | La femme infidèle                     | A Mulher Infiel                                           |                     |
| 1969 | Que la bête meure                     | A Besta Deve Morrer                                       |                     |
| 1970 | Le Boucher                            | O Açougueiro                                              |                     |
| 1970 | La Rupture                            | Trágica Separação                                         |                     |
| 1971 | La Décade prodigieuse                 | Dez Dias Fantásticos                                      |                     |
| 1972 | Docteur Popaul                        | Armadilha para um Lobo                                    |                     |
| 1973 | Les Noces rouges                      | Amantes Inseparáveis                                      |                     |
| 1974 | Nada                                  | Nada                                                      |                     |
| 1975 | Une Partie de plaisir                 | Uma Festa De Prazer                                       |                     |
| 1975 | Les innocents aux mains sales         | Os Inocentes de Mãos Sujas                                |                     |
| 1976 | Les Magiciens                         | Os Mágicos                                                |                     |
| 1976 | Folies bourgeoises                    | Vidas em Fogo                                             |                     |
| 1977 | Alice ou la Dernière Fugue            | Alice ou a Última Fuga                                    |                     |
| 1978 | Les Liens de sang                     | Laços de Sangue                                           |                     |
| 1978 | Violette Nozière                      | Violette Nozière                                          |                     |
| 1980 | Le Cheval d'orgueil                   | Le Cheval d'orgueil                                       |                     |
| 1982 | Les Fantômes du chapelier             | Os Fantasmas do Chapeleir                                 |                     |
| 1984 | Le Sang des autres                    | A Vida Do Próximo                                         |                     |
| 1985 | Poulet au vinaigre                    | Frango ao Vinagrete                                       |                     |
| 1986 | Inspecteur Lavardin                   | Delegado Lavardin                                         |                     |
| 1987 | Masques                               | Masques                                                   |                     |
| 1988 | Le Cri du hibou                       | O Grito Da Coruja                                         |                     |
| 1989 | Une Affaire de femmes                 | Um Assunto de Mulheres/Uma Questão de Mulheres            |                     |
| 1990 | Jours tranquilles à Clichy            | Dias tranquilos em Clichy                                 |                     |
| 1990 | Docteur M                             | Doutor Mabuse e Seu Destino                               |                     |
| 1991 | Madame Bovary                         | Madame Bovary                                             |                     |
| 1992 | Betty                                 | Betty, Uma Mulher Sem Passado                             |                     |
| 1993 | L'Œil de Vichy                        | O Círculo Do Ódio                                         |                     |
| 1994 | L'Enfer                               | Ciúme - O Inferno do Amor Possessivo                      |                     |
| 1995 | La cérémonie                          | Mulheres Diabólicas                                       |                     |
| 1997 | Rien ne va plus                       | Negócios à Parte                                          |                     |
| 1999 | Au Coeur du Mensonge                  | No Coração Da Mentira/No Coração Da Mentira               |                     |
| 2000 | Merci pour le chocolat                | A Teia de Chocolate                                       | prêmio Louis-Delluc |
| 2001 | La Comédie de l'innocence             | A comédia da inocência                                    |                     |
| 2002 | La fleur du mal                       | A Flor Do Mal                                             |                     |
| 2004 | La Demoiselle d'honneur               | A Dama de Honra/A Dama de Honor                           |                     |
| 2006 | L'ivresse du pouvoir                  | A Comédia do Poder/A Comédia do Poder                     |                     |
| 2007 | La Fille coupée en deux               | Uma Garota Dividida em Dois/A Rapariga Cortada em Dois    |                     |

### Televisão
Realizou 21 filmes
- 1974 : Le banc de la désolation :série Nouvelles de Henry James' (‘’O banco da desolação’’, série ‘’Novelas de Henry James’’)
- 1974 : Nul n'est parfait :série Histoires insolites(‘’Ninguém é perfeito’’ , série ‘’Histórias insólitas’’)
- 1974 : Monsieur Bébé : série Histoires insolites) (‘’Senhor Bebê’’ : série ‘’Histórias insólitas’’)
- 1974 : Les gens de l'été (série Histoires insolites)(‘’Pessoas do verão’’, série ’’Histórias insólitas’’)
- 1974: Une invitation à la chasse (série Histoires insolites)( ‘’Um convite para caçar’’, série ’’Histórias insólitas’’ )
- 1976 : De Grey (série Nouvelles de Henry James) (‘’De Grey’’, série ‘’Novelas de Henry James’’)
- 1978 : Monsieur Saint-Saëns (série Il était un musicien) (Senhor Saint-Saëns, série ‘' Era uma vez um músico’’)
- 1978 : 2 + 2 = 4 (série Madame le juge) ( 2 + 2 = 4,série a ‘’Senhora Juiza)
- 1979 : Boucles d’oreille’’, série Histoires insolites(‘’Brincos’’, série ‘’Histórias insólitas’’)
- 1979 : Monsieur Liszt , série Il était un musicien ("Era uma vez um músico")
- 1979 : Monsieur Prokofiev , série Il était un musicien (‘’Senhor Prokofiev’’, série ‘’Era uma vez um músico’’)
- 1980 : Le Tramway fantôme ,série Fantômas (‘’O Bonde fantasma’’, série ‘’Fantômas’’
- 1980 : L'Échafaud magique , série Fantômas (‘’Cadafalso mágico’’, série Fantômas
- 1981 : Le Système du docteur Goudron et du professeur Plume ( ‘’O sistema do doutor Betume e do professor Pluma’’
- 1981 : Les Affinités électives ,( ‘’Afinidades eletivas’’)
- 1982 : La Danse de mort (‘’Dansa da morte’’)
- 1982 : M. le maudit (‘’M. o maldito’’)
- 1988 : L'Escargot noir, série Les Dossiers secrets de l'inspecteur Lavardin( ‘’O Caracol preto’’, série ‘’Os Dossiês  secretos do Inspetor Lavardin’’)
- 1989 : Maux croisés (‘’Maus cruzados’’)
- 1996 : Cyprien Katsaris
- 2001 : Les Redoutables (‘’Os Temerários’’)
- 2007 : La Parure , série Chez Maupassant (‘’O Adorno’’, série  ‘’Em  Maupassant’’
- 2008 : Le Petit Fût , série Chez Maupassant (‘’O Pequeno Fût’’, série ‘’Em Maupassant’’
- 2009 : Le Fauteuil hanté (série Au siècle de Maupassant) (‘’A Poltrona assombrada’’, série ‘’No século de Maupassant’’)

### Ator de cinema
- 1959 : Les Jeux de l'amour ( Jogos de amor) , de Philippe de Broca
- 1960 : Saint-Tropez Blues , de ‘’Marcel Moussy’’
- 1961 : ‘'Les Sept Péchés capitaux’’ (‘’Os Sete Pecados capitais’’)
- 1961 : L'Œil du Malin(‘’O  Olho do maligno’’) (+ realização)
- 1962 : Les Ennemis ,de Édouard Molinaro
- 1963 : Les Durs à cuire (‘’Os Duros de roer’’),  de Jack Pinoteau
- 1965 : Paris vu par... (Paris visto por … , sketch « La muette » (+ realização)
- 1965 : Marie-Chantal contre le Docteur Kha (Marie-Chantal contra o Doutor Kha  (+ realização)
- 1965 : Le Tigre se parfume à la dynamite ( ‘’O Tigre se perfuma com dinamite) (+ realização)
- 1965 : Brigitte et Brigitte (‘’Brigitte e Brigitte’’), de ‘’Luc Moullet’’
- 1967 : La Route de Corinthe
- 1968 : La Femme écarlate (‘’A mulher escarlate’’), de ‘’Jean Valère’
- 1970 : Sortie de secours(‘’Porta de emergência’’),  de ‘’Roger Kahane’’
- 1970 : Aussi loin que l'amour ( ‘’Tão longe como o amor’’), de rédéric Rossif
- 1972 : The other side of the wind , de Orson Welles,  (inacabado)
- 1972 : Un meurtre est un meurtre( ‘’Um homicío é um homicídio’’) , de ‘’Étienne Périer’’
- 1973 : Le Permis de conduire (‘’A carteira de motorista’’),  de Jean Girault
- 1976 : Folies bourgeoises  (‘’Loucuras burguesas’’) (+ realização )
- 1977 : L'Animal  (‘’O Animal’’) ,de Claude Zidi
- 1981 : Les Folies d'Élodie (‘’Loucuras de Élodie'),  de  ‘’André Génovès’’
- 1982 : Les Voleurs de la nuit(’’Ladrões da noite’’),  de Samuel Fuller
- 1983 : Polar (‘’Filme policial’’) , de  ‘’Jacques Bral’’
- 1985 : Suivez mon regard (‘’Sigam-me o olhar’’),  de Jean Curtelin’’
- 1986 : Je hais les acteurs (‘’Odeio os atores’’) , de Gérard Krawczyk
- 1986 : Sale destin (‘’Sujo destino’’),  de ‘’Sylvain Madigan’’
- 1987 : Jeux d'artifices ( ‘’Jogos astuciosos’’) , de ‘’Virginie Thévenet’’
- 1987 : L'Été en pente douce ( ‘’ Verão em declive suave’’, de  ‘’Gérard Krawczyk’’
- 1987 : Alouette je te plumerai ( ‘’Cotovia, arrancarei tuas penas’’), de ‘’Pierre Zucca’’
- 1988 : Sueursroides' '( ‘’Suores frios’’) , série  de televisão : o apresentador’’
- 1992 : Sam suffit , de ‘’Virginie Thévenet’’
- 1996 : Le Fils de Gascogne (‘’O filho de Gascogne’’) ,  de ‘’Pascal Aubier’’
- 2002 : La Deuxième Vérité( A Segunda Verdade’’),  de ‘’Philippe Monnier’’ : Julien Lecoeur, um médico
- 2005 : Lucifer et moi (‘’Lúcifer e eu ‘’) , de ‘’Jean-Jacques Grand-Jouan’’
- 2006 : Avida’’,  de ‘’Benoît Delépine’’ e ‘’Gustave Kervern’’
- 2010 : Gainsbourg, vie héroïque, (Gainsbourg , vida heróica’’), de ‘’Joann Sfar’’
- 2010 : Voix animation: Le jour des Corneilles (‘’Voz do dezenho animado:  ‘’O dia das Gralhas’’) ,  de ‘’Jean Christophe Dessaint

Curtas metragens
- 1969 : Et crac , de ‘’Jean Douchet’’
- 1974 : La Bonne nouvelle’' (  Boa Novidade) ,  de ‘’André Weinfeld’’
- 1984 : Homicide by night (‘’Homicídio de  noite),  de Gérard Krawczyk
- 2001 : Tu devrais faire du cinéma (‘’Deverias fazer cinema’’),  de ‘’Michel Vereecken’’

#### Ator de televisão
- 2002 : La Deuxième Vérité ("A Última Verdade"), de Philipe Monnier

### Filmes sobre  Chabrol
- Chabrol, realizado por ‘’André S. La

arthe’’ para  Cinéastes de notre temps, (Cineastas de nosso tempo)  em 1995, * Claude Chabrol, l'artisan (Claude Chabrol, o artesão), realizado por  ‘’Patrick Le Gall’’ em  2002
- Claude Chabrol passe à table (‘’Confidências de Claude Chabrol’’), filme documentário  realizado  por ‘’Bertrand Loutte’’, France, 2010, 45 minutos.
- Grand Manège (ou Qu'est ce qui fait tourner Chabrol ?)  (‘’Grande Carrossel’’ , que significa também ‘’astúcia’’ , ou o que faz ‘’tourner’’( no duplo sentido de ‘’dar uma volta’’,  ‘’filmar’’)  Chabrol?),  de ‘’Olivier Bourbeillon’’, 52 minutos. Com : Stéphane Audran, Sandrine Bonnaire , Michel Bouquet, Thomas Chabr, Claude Chabrol, Gwenhaël de Gouvello, Suzanne Flon, Jacques Gamblin, Bernadette Lafont, Benoît Magimel et Cécile Maistre.

#### Romance
- Landru, (com Françoise Sagan), edições  Julliard, 1963, 129 páginas ; (tradução espanhola :  (Prólogo de Joaquin Jordá), FUndação Aymà, Barcelona, 1964, 132 páginas; (tradução alemã) :Ullstein, Berlin, 1964
- ‘’L’Adieu aux dieux’’ (Adeus aos deuses), 1980

#### Cenários
‘’Les Noces rouges’’ (Bodas ardentes), (Seghers, “ Collection Filmothèque ”, 1973, com  Roger Corbeau) ;

#### Novelas
‘’Musique douce’’(Música suave) , em ‘’Mystère Magazine’’, novembro de 1953 ;
‘’Le Dernier Jour de souffrances’’ (Último Dia de sofrimentos), em ‘’Mystère Magazine’’, fevereiro de 1957.